# Konomi Kohara
Konomi Kohara (小原 好美 Kohara Konomi?,  28 de junio de 1992) es una actriz de voz japonesa afiliada con Office Osawa. Debutó como actriz de voz en 2016 y obtuvo sus roles principales en 2017.

## Filmografía

### Anime
2016
- Bakuon!! como Miembro del club
- Handa-kun como Haru Wada
- Mobile Suit Gundam: Iron-Blooded Orphans como estudiante

2017
- Yōkoso Jitsuryoku Shijō Shugi no Kyōshitsu e como Akane Tachibana
- Mahōjin Guru Guru como Kukuri, Miucha (ep. 20)[1]
- Tsuki ga Kirei como Akane Mizuno[2]

2018
- Asobi Asobase como Kasumi Nomura[3]
- Yagate Kimi ni Naru como Koyomi Kanou
- Hanebado! como Erena Fujisawa[4]
- Gakuen Babysitters como Kirin Kumatsuka
- Karakai Jōzu no Takagi-san como Mina[5]

2019
- Domestic na Kanojo como Miu Ashihara[6]
- Hitori Bocchi no Marumaru Seikatsu como Kai Yawara
- Kaguya-sama: Love Is War como Chika Fujiwara[7]
- Kimetsu no Yaiba - Hanako Kamado
- Star Twinkle PreCure como Lala Hagoromo/Cure Milky
- Sword Art Online: Alicization como Fizel
- Machikado Mazoku como Yuko Yoshida
- Ore wo Suki Nano wa Omae Dake ka yo como Runa Kusami(Tsukimi)

2020
- Murenase! Seton Gakuen como Miyubi Shisho[8]
- Koisuru Asteroid como Chikage Sakurai[9]
- Kaguya-sama: Love is War (secon season) como Chika Fujiwara[10]
- Tonikaku Kawaii como Chitose Kaginoji[11]
- Majo no Tabitabi como Amnesia

2021
- Mushoku Tensei como Roxy Migurdia[12]
- Tesla Note como Botan Negoro

2022
- Akebi-chan no Sailor-fuku como Minoru Ohkuma
- Genjitsushugi Yūsha no Ōkoku Saikenki como Genia Maxwell[13]
- Machikado Mazoku como Yuko Yoshida

2023
- Ao no Orchestra como Mari Tateishi
- Jigokuraku como Mei

2024
- Tadaima, Okaeri como Hinata Fujiyoshi

### Animación teatral
- The Irregular at Magic High School The Movie: The Girl Who Calls the Stars  (2017) Como Kokoa Watatsumi

### Videojuegos
2018
- Summer Pockets como Shiroha Naruse

2020
- Genshin Impact como Mona Megistus
- Princess Connect como Yuni Shingyouji

2021
- Blue Archive como Arona[14]

2022
- Little Witch Nobeta como Nobeta

- Digimon Survive como Miyuki Minase

2023
- Goddess of Victory: Nikke como Soda

2025
- Wuthering Waves como Roccia